# Imke Onnen
Imke Susann Onnen (Langenhagen, 17 agosto 1994) è un'altista tedesca.

## Palmarès
| Anno | Manifestazione   | Sede      | Evento        | Risultato | Prestazione | Note |
| ---- | ---------------- | --------- | ------------- | --------- | ----------- | ---- |
| 2013 | Europei juniores | Rieti     | Salto in alto | 19ª (q)   | 1,70 m      |      |
| 2015 | Europei under 23 | Tallinn   | Salto in alto | 11ª       | 1,76 m      |      |
| 2018 | Europei          | Berlino   | Salto in alto | 14ª       | 1,82 m      |      |
| 2019 | Europei indoor   | Glasgow   | Salto in alto | 7ª        | 1,91 m      |      |
| 2019 | Universiadi      | Napoli    | Salto in alto | Bronzo    | 1,91 m      |      |
| 2019 | Mondiali         | Doha      | Salto in alto | 9ª        | 1,89 m      |      |
| 2021 | Giochi olimpici  | Tokyo     | Salto in alto | 25ª (q)   | 1,86 m      |      |
| 2024 | Europei          | Roma      | Salto in alto | 8ª        | 1,90 m      |      |
| 2024 | Giochi olimpici  | Parigi    | Salto in alto | 14ª (q)   | 1,92 m      |      |
| 2025 | Europei indoor   | Apeldoorn | Salto in alto | 6ª        | 1,89 m      |      |
| 2025 | Mondiali indoor  | Nanchino  | Salto in alto | 6ª        | 1,92 m      |      |